# Pethelinós
Pethelinós (Pethelinos) är en ort i Grekland.   Den ligger i prefekturen Nomós Serrón och regionen Mellersta Makedonien, i den nordöstra delen av landet, 300 km norr om huvudstaden Aten. Pethelinós ligger 10 meter över havet och antalet invånare är 474.
Terrängen runt Pethelinós är platt. Runt Pethelinós är det ganska glesbefolkat, med 30 invånare per kvadratkilometer. Närmaste större samhälle är Serrai, 19,5 km nordväst om Pethelinós. Trakten runt Pethelinós består till största delen av jordbruksmark.